# Неусыпов, Фома Константинович
Фома Константинович Неусыпов (1913, хутор Горбунов — неизвестно, Зеленовский район, Западно-Казахстанская область, Казахская ССР) — бригадир тракторной бригады Чувашинской МТС Западно-Казахстанской области, Казахская ССР. Герой Социалистического Труда (1957).

## Биография
Родился в 1913 году в крестьянской семье на хуторе Горбунов (сегодня — Бурлинский район). С 1929 года трудился в местной сельскохозяйственной артели «Новая жизнь». После окончания трёхмесячных курсов механизации — тракторист в колхозе «Трудовик». С 1941 года участвовал в Великой Отечественной войне. Воевал шофёром в составе автороты 696-го батальона авиационного обслуживания 36-й бомбардировочно-авиационной дивизии. После демобилизации в 1945 году возвратился на родину, где продолжил трудиться трактористом.
С 1954 года возглавлял тракторную бригаду Чувашинской МТС, которая ежегодно показывала высокие трудовые результаты. Указом Президиума Верховного Совета СССР от 11 января 1957 года удостоен звания Героя Социалистического Труда за «особо выдающиеся заслуги, достигнутые в работе по освоению целинных и залежных земель, и получение высокого урожая» с вручением ордена Ленина и золотой медали «Серп и Молот» (№ 7272).
С 1958 года — заместитель председателя колхоза имени Жданова (позднее — совхоз имени Жданова) и с 1961 года — рабочий в совхозе имени Жданова.
После выхода на пенсию проживал в Зеленовском районе Западно-Казахстанской области. Дата смерти не установлена.
Память
Решением Зеленовского районного маслихата № 16-3 от 30 сентября 2009 года присвоено звание «Почётный гражданин Зеленовского района».
Награды
- Герой Социалистического Труда
- Орден Ленина
- Медаль «За оборону Кавказа» (01.05.1944)
- Медаль «За боевые заслуги» (16.10.1945)